# Crassanapis cekalovici
Espèce
Crassanapis cekalovici est une espèce d'araignées aranéomorphes de la famille des Anapidae.

## Distribution
Cette espèce se rencontre au Chili dans les régions du Biobío, d'Araucanie, des Lacs et d'Aisén et en Argentine dans la province de Río Negro à El Bolsón,.

## Description
Le mâle holotype mesure 0,93 mm et la femelle paratype 1,18 mm.

## Étymologie
Cette espèce est nommée en l'honneur de Tomás Cekalovic Kuschevic.

## Publication originale
- Platnick & Forster, 1989 : A revision of the temperate South American and Australasian spiders of the family Anapidae (Araneae, Araneoidea). Bulletin of the American Museum of Natural History, no 190, p. 1-139 (texte intégral).